# Tour de Vendée 1999
Il Tour de Vendée 1999, ventottesima edizione della corsa e valida come evento del circuito UCI categoria 1.3, si svolse il 25 aprile 1999 per un percorso totale di 204 km. Fu vinta dall'estone Jaan Kirsipuu che terminò la gara con in 4h52'05" alla media di 41,947 km/h.
Partenza con 137 ciclisti, dei quali 76 portarono a termine il percorso.

## Ordine d'arrivo (Top 10)
| Pos. | Corridore          | Squadra         | Tempo    |
| ---- | ------------------ | --------------- | -------- |
| 1    | Jaan Kirsipuu      | Casino          | 4h52'05" |
| 2    | Lars Michaelsen    | Franç. des Jeux | s.t.     |
| 3    | David Millar       | Cofidis         | a 4"     |
| 4    | Pascal Chanteur    | Casino          | a 8"     |
| 5    | Ludovic Capelle    | Home Market     | a 14"    |
| 6    | Tomáš Konečný      | Wüstenrot-ZVVZ  | s.t.     |
| 7    | Frédéric Moncassin | Crédit Agricole | s.t.     |
| 8    | Slavomir Heger     | Wüstenrot-ZVVZ  | s.t.     |
| 9    | Nicolas Jalabert   | Cofidis         | s.t.     |
| 10   | Damien Nazon       | Franç. des Jeux | s.t.     |